# NGC 3684
NGC 3684 é uma galáxia espiral (Sbc) localizada na direcção da constelação de Leo. Possui uma declinação de +17° 01' 51" e uma ascensão recta de 11 horas, 27 minutos e 11,1 segundos.
A galáxia NGC 3684 foi descoberta em 17 de Março de 1831 por John Herschel.